# قانون الزام دولت به حفظ دستاوردها و حقوق هسته‌ای ملت ایران
قانون الزام دولت به حفظ دستاوردها و حقوق هسته‌ای ملت ایران یک قانون مرتبط برنامه هسته‌ای ایران و مذاکرات هسته‌ای ایران است.
لایحه شامل یک ماده و دو تبصره در جلسه علنی روز سه شنبه ۲/۴/۱۳۹۴ مجلس شورای اسلامی تصویب شد و در تاریخ ۳/۴/۱۳۹۴ به تأیید شورای نگهبان رسید.

## مطالب
الزامات اصلی برای دولت عبارتند از:
1. تمام تحریمها علیه ایران باید در روزی که ایران شروع به اجرای تعهدات خود کرد برداشته شود.
2. آژانس بین‌المللی انرژی اتمی به بازرسی متعارف از تاسیسات هسته‌ای در ایران محدود شده‌است و از بازدید پایگاه‌های نظامی امنیتی حساس منع شده و اسناد و دانشمندان و باید با شورای عالی امنیت ملی سیاست است.
3. هیچ محدودیتی درکسب فناوری صلح‌آمیز هسته ای پذیرفته نیست و باید مصوبات شورای عالی امنیت ملی رعایت شود.
4. تبصره ۱ـ براساس اصول هفتاد و هفتم (۷۷) و یکصد و بیست و پنجم (۱۲۵) قانون اساسی، نتیجه مذاکرات باید به مجلس شورای اسلامی ارائه شود.
5. تبصره ۲ـ وزیر امور خارجه موظف است روند اجرای توافقنامه را هر شش ماه یک بار به مجلس شورای اسلامی گزارش دهد. کمیسیون امنیت ملی و سیاست خارجی مجلس هر شش ماه یک بار گزارش روند حسن اجرای توافقنامه را به نمایندگان مجلس شورای اسلامی ارائه می‌کند.[۲]